# Gustave de Suède
Pour les articles homonymes, voir Gustave de Suède (homonymie).
Titre
Duc d'Uppland
18 juin 1827 – 24 septembre 1852
(25 ans, 3 mois et 6 jours)
Gustave de Suède et de Norvège (en suédois : Prins Gustaf av Sverige och Norge), né le 18 juin 1827 au Palais Haga, à Stockholm, en Suède, et mort le 24 septembre 1852 à Kristiania (Oslo), en Norvège, est un prince suédo-norvégien. Il est le second fils du roi Oscar Ier de Suède et de Joséphine de Leuchtenberg.

## Biographie
C'est un compositeur de musique, ses œuvres ayant acquis de nos jours une certaine notoriété. En effet, Le Chant des étudiants (Studentsången) est chaque année chanté, par les élèves diplômés.
De 1844 à sa mort, il est deuxième sur la ligne de succession des trônes suédois et norvégien.
le 27 septembre 1847, il est fait chevalier de l'ordre de l'Éléphant par le roi Christian VIII de Danemark.
Il mourut à 25 ans victime de la fièvre typhoïde.

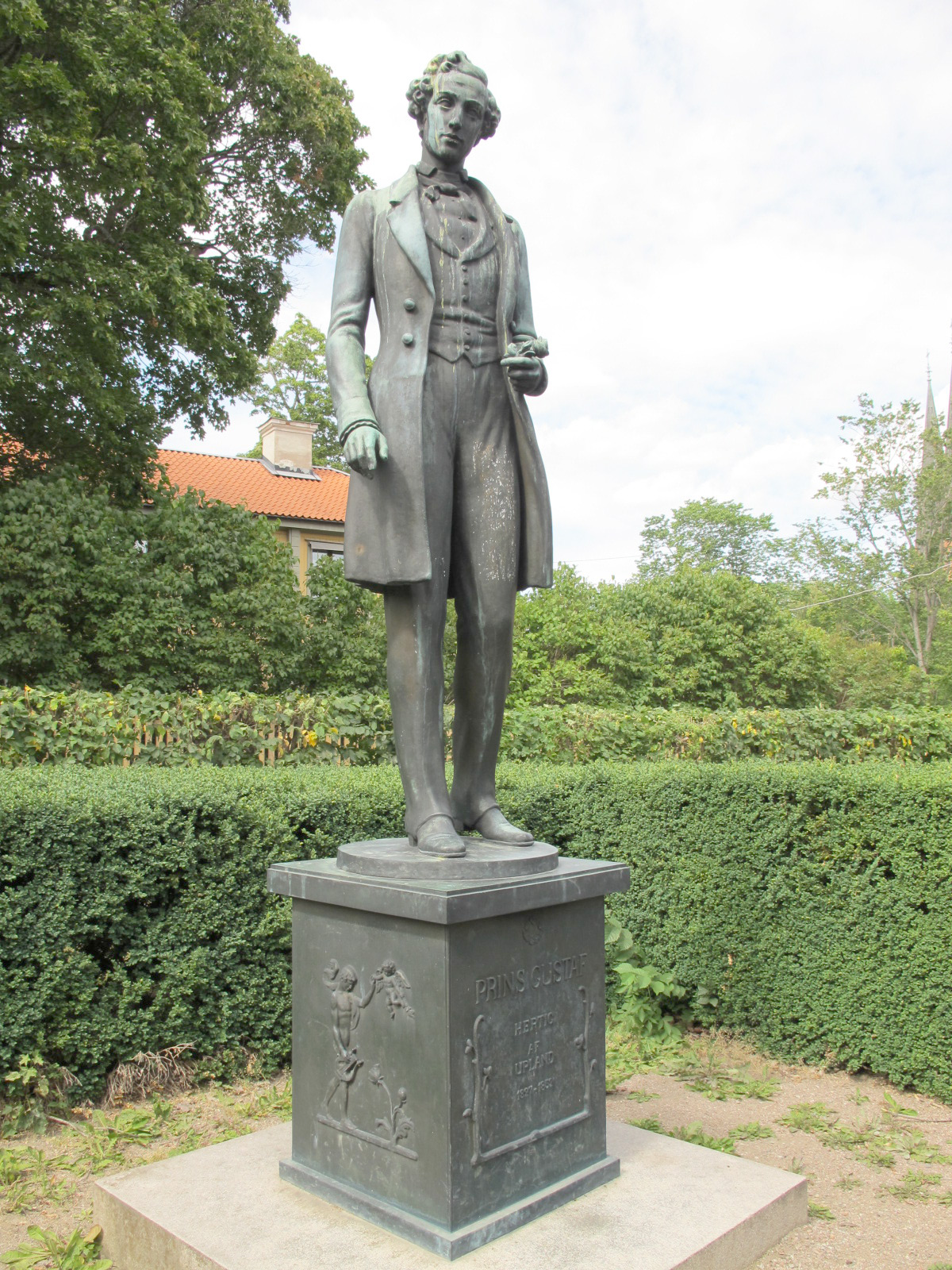
Statue de Gustave de Suède, par Carl Eldh.
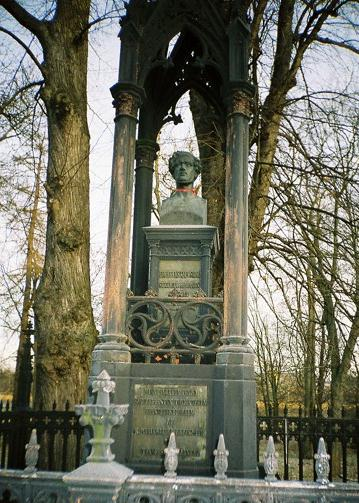
Monument de Gustave de Suède.

## Lieu d’inhumation
Le prince Gustave fut inhumé dans la crypte située sous la chapelle Bernadotte de l’église de Riddarholmen de Stockholm.

## Titulature
- 18 juin 1827 — 24 septembre 1852 : Son Altesse Royale le prince Gustave de Suède et de Norvège, duc d'Uppland.

Armoiries du Prince Gustave de 1827 à 1844.
Armoiries du Prince Gustave de 1844 à 1852.

## Sources
- (sv) Cet article est partiellement ou en totalité issu de l’article de Wikipédia en suédois intitulé « Prins Gustaf av Sverige och Norge » (voir la liste des auteurs).